# Bank Asya 1. Lig 2010/11
Die Bank Asya 2010/11 war die 48. Spielzeit der zweithöchsten türkischen Spielklasse im Fußball der Männer. Sie begann am 20. August 2010 und wurde am 29. Mai 2011 mit dem Play-off-Finale beendet.

## Saisonverlauf

### Aufsteiger
Meister in der 2. türkischen Liga der Saison 2010/11 wurde zum fünften Mal Mersin İdman Yurdu, trotz der punktgleich mit Samsunspor, hatte Mersin Idman Yurdu im direkten Vergleich gegen Samsunspor einen Sieg (2:0) vorzuweisen. Samsunspor hatte gegen Mersin Idman Yurdu zu Hause ein Unentschieden erreicht. Mersin Idman Yurdu kehrt nach 28 Jahren zurück in die 1. türkischen Fußballliga. Samsunspor wurde als Zweiter der zweite direkte Aufsteiger. Samsunspor kehrt nach fünf Jahren wieder zurück in die Süper Lig.

### Play-offs
Für die Play-offs hatten sich Gaziantep BB, Çaykur Rizespor, Orduspor und Tavşanlı Linyitspor qualifiziert, wobei Orduspor als Sieger und damit dritter Aufsteiger hervorging.

### Absteiger
Ankaraspor wurde die Teilnahme entzogen und stieg vor Saisonbeginn in die 3. Liga ab. Diyarbakırspor besiegelte seinen Abstieg in die 3. Liga fünf Spieltag vor Saisonende und war somit der erste Absteiger der Saison 2010/11. Diyarbakırspor spielte die vorherige Saison noch in der Süper Lig. Als letzter Absteiger musste der Traditionsklub Altay İzmir in die 3. türkische Liga absteigen. Vor dem letzten Spieltag konnten mit: Adanaspor, Akhisar Belediyespor, Güngören Belediyespor, Kartalspor und Altay İzmir fünf Mannschaften den Klassenerhalt aus eigener Kraft erreichen. Altay Izmir verlor am letzten Spieltag auswärts im direkten Duell gegen Adanaspor, wodurch der Abstieg besiegelt wurde. Kartal, Akhisar und Güngören holten ebenfalls Punkte.

## Abschlusstabelle
| Pl. | Verein                    | Sp. | S  | U  | N  | Tore    | Diff. | Punkte |
| --- | ------------------------- | --- | -- | -- | -- | ------- | ----- | ------ |
| 1.  | Mersin İdman Yurdu        | 32  | 17 | 7  | 8  | 039:290 | +10   | 58     |
| 2.  | Samsunspor                | 32  | 16 | 10 | 6  | 045:200 | +25   | 58     |
| 3.  | Gaziantep BB              | 32  | 16 | 9  | 7  | 043:260 | +17   | 57     |
| 4.  | Çaykur Rizespor           | 32  | 15 | 9  | 8  | 036:240 | +12   | 54     |
| 5.  | Orduspor                  | 32  | 14 | 12 | 6  | 047:290 | +18   | 54     |
| 6.  | Tavşanlı Linyitspor (N)   | 32  | 13 | 12 | 7  | 032:280 | +4    | 51     |
| 7.  | Boluspor                  | 32  | 14 | 7  | 11 | 047:310 | +16   | 49     |
| 8.  | Kayseri Erciyesspor       | 32  | 11 | 15 | 6  | 040:290 | +11   | 48     |
| 9.  | Denizlispor (A)           | 32  | 11 | 11 | 10 | 040:310 | +9    | 44     |
| 10. | Karşıyaka SK              | 32  | 10 | 11 | 11 | 026:340 | −8    | 41     |
| 11. | Giresunspor               | 32  | 11 | 5  | 16 | 027:320 | −5    | 38     |
| 12. | Adanaspor                 | 32  | 8  | 13 | 11 | 041:420 | −1    | 37     |
| 13. | Kartalspor                | 32  | 7  | 13 | 12 | 021:290 | −8    | 34     |
| 14. | Akhisar Belediyespor (N)  | 32  | 8  | 9  | 15 | 027:390 | −12   | 33     |
| 15. | Güngören Belediyespor (N) | 32  | 7  | 12 | 13 | 019:420 | −23   | 33     |
| 16. | Altay İzmir               | 32  | 7  | 10 | 15 | 027:430 | −16   | 31     |
| 17. | Diyarbakırspor (A)        | 32  | 1  | 7  | 24 | 010:590 | −49   | 07     |

Platzierungskriterien: 1. Punkte – 2. Direkter Vergleich (Punkte, Tordifferenz, geschossene Tore) – 3. Tordifferenz – 4. geschossene Tore

| (A) | Absteiger aus der Süper Lig 2009/10      |
| (N) | Neuaufsteiger aus der TFF 2. Lig 2009/10 |

## Kreuztabelle
Die Kreuztabelle stellt die Ergebnisse aller Spiele dieser Saison dar. Die Heimmannschaft ist in der linken Spalte, die Gastmannschaft in der oberen Zeile aufgelistet.
| 2010/11 | 2010/11               | Diyarbakirspor | Denizlispor | Altay İzmir | Karsiyaka SK | Adanaspor | Giresunspor | Orduspor | Boluspor | Samsunspor | Kayseri Erciyesspor | Gaziantep BB | Mersin İdman Yurdu | Kartalspor | Caykur Rizespor | Güngören Belediyespor | Akhisar Belediyespor | Tavşanlı Linyitspor |
| ------- | --------------------- | -------------- | ----------- | ----------- | ------------ | --------- | ----------- | -------- | -------- | ---------- | ------------------- | ------------ | ------------------ | ---------- | --------------- | --------------------- | -------------------- | ------------------- |
| 01.     | Diyarbakırspor        |                | 0:3 1       | 0:0         | 0:1          | 1:4       | 0:2         | 0:3      | 0:2      | 0:5        | 1:1                 | 0:3          | 0:2                | 2:3        | 0:1             | 0:0                   | 0:2                  | 0:1                 |
| 02.     | Denizlispor           | 0:1            |             | 4:1         | 0:0          | 1:1       | 0:1         | 0:1      | 2:3      | 0:1        | 1:1                 | 0:1          | 1:2                | 1:1        | 1:1             | 2:0                   | 1:1                  | 1:0                 |
| 03.     | Altay İzmir           | 0:0            | 0:2         |             | 2:0          | 0:0       | 2:1         | 0:2      | 3:3      | 0:1        | 2:3                 | 0:0          | 1:2                | 0:0        | 1:0             | 0:1                   | 1:3                  | 1:2                 |
| 04.     | Karşıyaka SK          | 2:0            | 2:2         | 0:1         |              | 2:2       | 0:1         | 0:2      | 1:1      | 3:2        | 1:0                 | 1:1          | 0:0                | 1:0        | 1:0             | 1:1                   | 0:0                  | 1:1                 |
| 05.     | Adanaspor             | 2:0            | 0:0         | 4:1         | 0:2          |           | 2:2         | 3:1      | 1:2      | 1:1        | 2:2                 | 1:1          | 0:0                | 2:3        | 2:1             | 1:0                   | 2:2                  | 1:0                 |
| 06.     | Giresunspor           | 1:1            | 2:0         | 1:0         | 1:2          | 2:1       |             | 0:2      | 2:1      | 0:1        | 1:1                 | 2:0          | 1:2                | 1:0        | 0:0             | 3:0                   | 1:0                  | 0:1                 |
| 07.     | Orduspor              | 3:1            | 0:0         | 1:2         | 1:0          | 2:2       | 2:1         |          | 0:0      | 1:1        | 1:0                 | 2:4          | 0:1                | 0:0        | 1:1             | 4:0                   | 4:0                  | 1:2                 |
| 08.     | Boluspor              | 1:1            | 0:2         | 1:0         | 1:0          | 3:0       | 3:0         | 1:2      |          | 0:1        | 0:1                 | 1:0          | 2:1                | 0:1        | 0:0             | 3:0                   | 3:3                  | 5:0                 |
| 09.     | Samsunspor            | 3:1            | 1:1         | 1:0         | 3:0          | 3:1       | 1:0         | 1:1      | 0:1      |            | 0:0                 | 4:0          | 1:1                | 0:0        | 1:2             | 3:0                   | 0:0                  | 3:0                 |
| 10.     | Kayseri Erciyesspor   | 4:0            | 1:3         | 1:2         | 1:1          | 4:1       | 1:1         | 1:1      | 1:1      | 0:2        |                     | 2:1          | 1:1                | 2:0        | 0:0             | 0:2                   | 1:0                  | 2:0                 |
| 11.     | Gaziantep BB          | 1:0            | 2:3         | 3:0         | 1:0          | 1:0       | 3:0         | 0:0      | 2:1      | 3:1        | 0:0                 |              | 1:0                | 0:0        | 3:0             | 0:1                   | 2:0                  | 0:0                 |
| 12.     | Mersin İdman Yurdu    | 1:0            | 2:4         | 2:3         | 4:0          | 0:0       | 1:0         | 1:4      | 2:0      | 1:0        | 1:2                 | 1:3          |                    | 2:1        | 3:0             | 1:0                   | 2:1                  | 1:0                 |
| 13.     | Kartalspor            | 1:0            | 2:1         | 0:0         | 0:2          | 0:0       | 1:0         | 2:2      | 0:3      | 0:0        | 0:0                 | 2:3          | 0:1                |            | 0:1             | 0:0                   | 2:0                  | 1:1                 |
| 14.     | Çaykur Rizespor       | 1:0            | 0:1         | 2:2         | 3:0          | 2:1       | 1:0         | 3:0      | 2:1      | 0:1        | 2:2                 | 1:0          | 3:0                | 1:0        |                 | 3:0                   | 0:0                  | 3:1                 |
| 15.     | Güngören Belediyespor | 1:0            | 1:1         | 2:2         | 0:0          | 0:3       | 1:0         | 1:1      | 1:4      | 1:0        | 0:2                 | 2:2          | 0:0                | 2:1        | 0:0             |                       | 0:0                  | 1:1                 |
| 16.     | Akhisar Belediyespor  | 1:1            | 1:2         | 1:0         | 1:2          | 1:0       | 1:0         | 1:2      | 1:0      | 1:2        | 0:2                 | 1:2          | 0:1                | 1:0        | 0:2             | 1:0                   |                      | 0:1                 |
| 17.     | Tavşanlı Linyitspor   | 4:0            | 1:0         | 0:0         | 2:0          | 2:1       | 1:0         | 0:0      | 1:0      | 1:1        | 1:1                 | 0:0          | 0:0                | 0:0        | 2:0             | 3:1                   | 3:3                  |                     |

## Play-offs
Halbfinale
- Hinspiele: 23. Mai 2011
- Rückspiele: 26. Mai 2011

|                     | Gesamt    |                 | Hinspiel | Rückspiel |
| ------------------- | --------- | --------------- | -------- | --------- |
| Tavşanlı Linyitspor | (a)2:2(a) | Gaziantep BB    | 1:2      | 1:0       |
| Orduspor            | 7:3       | Çaykur Rizespor | 4:0      | 3:3       |

Finale
| Gaziantep BB                                           | Gaziantep BB | Orduspor | Orduspor |
| ------------------------------------------------------ | --- | --- | -------- |
| Gaziantep BB                                           | \| Finale \| \| 29. Mai 2011 um 19:00 Uhr in Ankara (19 Mayıs Stadion) \| \| Ergebnis: 0:1 (0:0) \| \| Schiedsrichter: Fırat Aydınus \| \| Spielbericht \| | \| Finale \| \| 29. Mai 2011 um 19:00 Uhr in Ankara (19 Mayıs Stadion) \| \| Ergebnis: 0:1 (0:0) \| \| Schiedsrichter: Fırat Aydınus \| \| Spielbericht \|                                                                                           | Orduspor |
| Gaziantep BB                                           | Kazım Sarı – Ferit Cömert, Cihan Can, Kenan Aslanoğlu, Ramazan Altıntepe, Onur Kalafat – Ali Sakal, Ahmet Devret, Eren Özen (89. Hakan Macit) – Mehmet Uğur Tülümen (80. Abdullah Halman), Serdar Deliktaş (89. İbrahim Ferdi Çoşkun) Cheftrainer: Erol Azgın | Fevzi Elmas – Selçuk Şahin, Kürşat Duymuş, Numan Çürüksu, Jerry Akaminko – Ali Çamdalı, Murat Akın, İrfan Başaran, Müslüm Yelken – Ahmet Kuru (90. Emrullah Kokoç), Jovan Kostovski (46. Abdullah Çetin (89. Emre Özkan)) Cheftrainer: Metin Diyadin | Orduspor |
| Gaziantep BB                                           | 0:1 Ahmet Kuru (88.) | | Orduspor |
| Gaziantep BB                                           | Ferit Cömert, Abdullah Halman, Onur Kalafat, Eren Özen, Cihan Can | Ali Çamdali, Müslüm Yelken | Orduspor |
| Finale                                                 | | |          |
| 29. Mai 2011 um 19:00 Uhr in Ankara (19 Mayıs Stadion) | | |          |
| Ergebnis: 0:1 (0:0)                                    | | |          |
| Schiedsrichter: Fırat Aydınus                          | | |          |
| Spielbericht                                           | | |          |

## Torschützenliste
| Pl. | Nat.      | Spieler              | Verein              | Tore |
| --- | --------- | -------------------- | ------------------- | ---- |
| 1.  | Nigeria   | Simon Zenke          | Samsunspor          | 16   |
|     | Kamerun   | Mbilla Etame         | Adanaspor           | 16   |
| 3.  | Turkei    | Mehmet Akyüz         | Tavşanlı Linyitspor | 13   |
|     | Turkei    | Serdar Deliktaş      | Gaziantep BB        | 13   |
| 5.  | Turkei    | Ferhat Kiraz         | Boluspor            | 12   |
| 6.  | Brasilien | Tiago                | Karşıyaka SK        | 10   |
|     | Turkei    | Mehmet Al            | Çaykur Rizespor     | 10   |
|     | Turkei    | Adem Büyük           | Mersin İdman Yurdu  | 10   |
|     | Kamerun   | Severin Brice Bikoko | Kayseri Erciyesspor | 10   |

## Scorerliste
| Pl. | Nat.        | Spieler         | Verein              | Gesamt | Tore | Vorlagen |
| --- | ----------- | --------------- | ------------------- | ------ | ---- | -------- |
| 1   | Nigeria     | Simon Zenke     | Samsunspor          | 20     | 15   | 5        |
| 2   | Kamerun     | Mbilla Etame    | Adanaspor           | 15     | 13   | 2        |
|     | Nigeria     | Akeem Agbetu    | Samsunspor          | 15     | 5    | 10       |
| 4   | Turkei      | Ferhat Kiraz    | Boluspor            | 13     | 12   | 1        |
| 5   | Turkei      | Mehmet Akyüz    | Tavşanlı Linyitspor | 11     | 11   | 0        |
|     | Turkei      | Serdar Deliktaş | Gaziantep BB        | 11     | 11   | 0        |
|     | Brasilien   | Tiago           | Karşıyaka SK        | 11     | 10   | 1        |
| 8   | Deutschland | Ahmet Cebe      | Denizlispor         | 10     | 5    | 5        |

## Meiste Torvorlagen
| Pl. | Nat.        | Spieler          | Verein      | Vorlagen |
| --- | ----------- | ---------------- | ----------- | -------- |
| 1.  | Nigeria     | Akeem Agbetu     | Samsunspor  | 10       |
| 2.  | Nigeria     | Simon Zenke      | Samsunspor  | 5        |
|     | Deutschland | Ahmet Cebe       | Denizlispor | 5        |
|     | Turkei      | Savaş Esen       | Kartalspor  | 5        |
| 5.  | Turkei      | Abdulaziz Solmaz | Samsunspor  | 4        |
| 6.  | Turkei      | Adem Alkaşi      | Samsunspor  | 3        |

## Spielstätten
| Verein               | Stadion                  | Kapazität |                       | Verein                 | Stadion | Kapazität |
| Adanaspor            | 5 Ocak Stadı             | 14.085    | Giresunspor           | Giresun Atatürk Stadı  | 12.191  |           |
| Akhisar Belediyespor | Akhisar-Belediye-Stadion | 02.918    | Güngören Belediyespor | Mihmar Yahya Baş Stadı | 15.242  |           |
| Karşıyaka SK         | Alsancak Stadı           | 15.358    | Kartalspor            | Kartal Stadı           | 07.195  |           |
| Altay İzmir          | Alsancak Stadı           | 15.358    | Kayseri Erciyesspor   | Kadir-Has-Stadion      | 32.864  |           |
| Boluspor             | Bolu-Atatürk-Stadion     | 08.881    | Mersin İdman Yurdu    | Tevfik Sırrı Gür Stadı | 10.128  |           |
| Çaykur Rizespor      | Rize-Stadion             | 15.458    | Orduspor              | Ordu 19 Eylül Stadyumu | 11.024  |           |
| Denizlispor          | Denizli Atatürk Stadı    | 15.459    | Samsunspor            | Samsun 19 Mayıs Stadı  | 12.720  |           |
| Diyarbakırspor       | Diyarbakır Atatürk Stadı | 14.790    | Tavşanlı Linyitspor   | Tavşanlı Şehir Stadı   | 04.200  |           |
| Gaziantep BB         | Kamil-Ocak-Stadion       | 16.981    |                       |                        |         |           |

## Die Meistermannschaft von Mersin İdman Yurdu
| 1. | Mersin İdman Yurdu |
|    | - Tor: Kerem İnan (32 Spiel/kein Tor); Eser Altın (2/-); Cengiz Biçer (-/-) - Abwehr: Josef Boum (23/-); Hüseyin Yoğurtçu (22/-); Mehmet Polat (16/2); Fuat Onur (15/-); Mustafa Tuna Kaya (14/1); Mehmet Budak (10/-)1; Faruk Bayar (7/-); Mustafa Aydın (5/-); Vedat Çoban (-/-); Birol Parlak (-/-)1; Emre Gürbüz (-/-) - Mittelfeld: Fatih Egedik (25/1); Hasan Üçüncü (22/-); Süleyman Fatih Şen (22/5); Nurullah Kaya (18/-); Ernani Pereira (17/-); İlhan Özbay (16/-); Erman Özgür (12/1); Tonia Tisdell (11/1); Musa Kuş (8/-); Burak Karaduman (8/-); Ilgar Gurbanov (7/-)1; Sertaç Şahin (5/-); Alhassan Bangura (-/-)1; Faruk Atalay (1/-)1; İbrahim Ege (-/-) - Angriff: Şehmus Özer (27/5); Erdal Güneş (26/2); Yunus Altun (15/5)1; Nduka Ozokwo (15/3); Adem Büyük (14/10); Veysel Kılıç (11/2)1; Vlad Bujor (-/-)1; Eren Şen (5/-); Nezir Özer (3/-)1; Tunç Murat Behram (3/-); Cenker Pehlivan (-/-); Orhan Kalafat (-/-) - Trainer: Nurullah Sağlam 1M. Budak, B. Parlak, I. Gurbanov, A. Bangura, F. Atalay, V. Kılıç, V. Bujor und O. Kalafat bestritten nur die erste Saisonhälfte für Mersin İdman Yurdu |